# Академическая гребля на летних Олимпийских играх 2012 — двойки (женщины)
Соревнования среди двоек по академической гребле среди женщин на летних Олимпийских играх 2012 прошли c 28 июля по 1 августа на гребном канале Дорни. Приняло участие 10 экипажей.
Олимпийскими чемпионками стали британки Хелен Гловер и Хитер Стеннинг.

## Призёры
| Золото                                         | Серебро                             | Бронза                                         |
| Великобритания · Хелен Гловер · Хитер Стеннинг | Австралия · Кейт Хорнзи · Сара Тейт | Новая Зеландия · Джульетт Хэйг · Ребекка Скоун |

## Соревнование

### Предварительный этап
Первые два экипажа из каждого заезда напрямую проходят в финал A. Все остальные попадают в утешительный заезд, где будут разыграны ещё два места в главном финале.

#### Заезд 1
| Место | Спортсменки                     | Время      |
| ----- | ------------------------------- | ---------- |
| 1     | Хелен Гловер Хитер Стеннинг     | 6:57,29 OB |
| 2     | Сара Хендершот Сара Зеленка     | 6:59,29    |
| 3     | Георгета Дамьян Виорика Сусану  | 7:05,39    |
| 4     | Керстин Хартманн Марлен Зинниг  | 7:10,28    |
| 5     | Мария Лаура Абало Габриэла Бест | 7:12,17    |

#### Заезд 2
| Место | Спортсменки                    | Время   |
| ----- | ------------------------------ | ------- |
| 1     | Кейт Хорнзи Сара Тейт          | 7:01,60 |
| 2     | Джульетт Хэйг Ребекка Скоун    | 7:06,93 |
| 3     | Чжан Яге Гао Юлань             | 7:13,38 |
| 4     | Найдин Смит Ли-Энн Персс       | 7:14,31 |
| 5     | Клаудия Вюрцель Сара Бертолази | 7:21,44 |

### Утешительный заезд
Два лучших экипажа выходят в главный финал.
| Место | Спортсменки                     | Время   |
| ----- | ------------------------------- | ------- |
| 1     | Джорджета Дамьян Вьорика Сусану | 7:08,42 |
| 2     | Керстин Хартман Марлен Зинниг   | 7:10,42 |
| 3     | Чжан Яге Гао Юлань              | 7:15,18 |
| 4     | Клаудия Вюрцель Сара Бертолази  | 7:18,14 |
| 5     | Найдин Смит Ли-Энн Персс        | 7:18,96 |
| 6     | Мария Лаура Абало Габриэла Бест | 7:20,94 |

### Финалы

#### Финал B
| Место | Спортсменки                     | Время   |
| ----- | ------------------------------- | ------- |
| 1     | Чжан Яге Гао Юлань              | 7:55,18 |
| 2     | Найдин Смит Ли-Энн Персс        | 7:56,40 |
| 3     | Мария Лаура Абало Габриэла Бест | 8:03,53 |
| 4     | Клаудия Вюрцель Сара Бертолази  | 8:06,14 |

#### Финал A
| Место | Спортсменки                                    | Время   |
| ----- | ---------------------------------------------- | ------- |
| 1     | Великобритания · Хелен Гловер · Хитер Стеннинг | 7:27,13 |
| 2     | Австралия · Кейт Хорнзи · Сара Тейт            | 7:29,86 |
| 3     | Новая Зеландия · Джульетт Хэйг · Ребекка Скоун | 7:30,19 |
| 4     | США · Сара Хендершот · Сара Зеленка            | 7:30,39 |
| 5     | Румыния · Джорджета Дамьян · Вьорика Сусану    | 7:37,67 |
| 6     | Германия · Керстин Хартман · Марлен Зинниг     | 7:42,06 |